# Maurice Tschoffen
Maurice Tschoffen, né à Dinant, le 4 mars 1868 et mort dans cette même localité, le 17 mai 1936, est un magistrat qui fut le Procureur du roi de l'Arrondissement judiciaire de Dinant. Il fut surtout connu pour être l'auteur d'ouvrages relatifs au sac de Dinant survenu en août 1914. Il est le frère du ministre belge, Paul Tschoffen.

## Biographe
Maurice Tschoffen né à Dinant, le 4 mars 1868, est le fils d'Edmond Jean-François Tschoffen, juge au tribunal de Dinant et conseiller à la Cour d’Appel de Liège et de Charlotte de Vaulx de Champion,.
Il commence sa scolarité à Dinant, chez les frères de la doctrine chrétienne puis au collège de Belle-Vue, il termine ses humanités au Collège Saint-Servais de Liège. Il s'inscrit ensuite en faculté de droit à l'Université de Liège et y est reçu docteur en droit, le 15 juillet 1889. L'année suivante, il décroche un doctorat en science politique et administrative. À peine diplômé, Maurice Tschoffen embarque sur le Kinsembo, le 10 mai 1890, pour aller exercer à Matadi la fonction de substitut. Le gouverneur général de l'État indépendant du Congo, Camille Coquilhat, le remarque et le nomme Procureur d'État. Le 6 avril 1891, il est juge suppléant du tribunal de première instance du Bas-Congo, directeur de la justice ad interim fin 1891 et titularisé dans la fonction, le 30 décembre 1893.
En 1895, Maurice Tschoffen rentre définitivement en Belgique. Il donne, le 12 février 1896, une conférence à la Société royale belge de géographie sur « L'Organisation sociale et les coutumes judiciaires des noirs »,.
Passionné d'Entomologie, Maurice Tschoffen, cède ses collections d'insectes au Musée du Congo belge.
Le 28 mai 1896, il est substitut à Verviers. L'année suivante, le 28 août 1897, il épouse à Verviers, Fanny Fanchamps. Le couple aura un enfant, Charles qui naît en 1898.
Le 16 janvier 1905, il est nommé Procureur du roi de l'Arrondissement judiciaire de Dinant.

### Première Guerre mondiale
En 1914, le procureur du roi de Dinant est le témoin direct des exactions commises par les troupes saxonnes qui, violant sa neutralité, envahissent le territoire belge. 674 civils dinantais hommes, femmes et enfants seront exécutés lors du sac de Dinant. La plus grande exécution de masse a lieu le long du mur de sa propriété où 137 hommes sont alignés et fusillés. Lui et les siens avaient été conduits à la prison de Dinant. Les hommes ayant été séparés des femmes et des enfants, Maurice Tschoffen pense un temps qu'ils vont être exécutés mais lorsque la pétarade du « mur Tschoffen » survient, suivie des déflagrations à répétition d'une mitrailleuse, c'est la panique dans les rangs des prisonniers comme chez les geôliers. L'exécution n'aura finalement pas lieu. Les prisonniers, dont Maurice Tschoffen, sont conduits au rocher Bayard, là, les femmes et les enfants sont contraints de se rendre à pied vers Dréhance et Anseremme. Les 416 hommes, prisonniers, sont déportés en Allemagne. Ils ne reviendront que trois mois plus tard,.

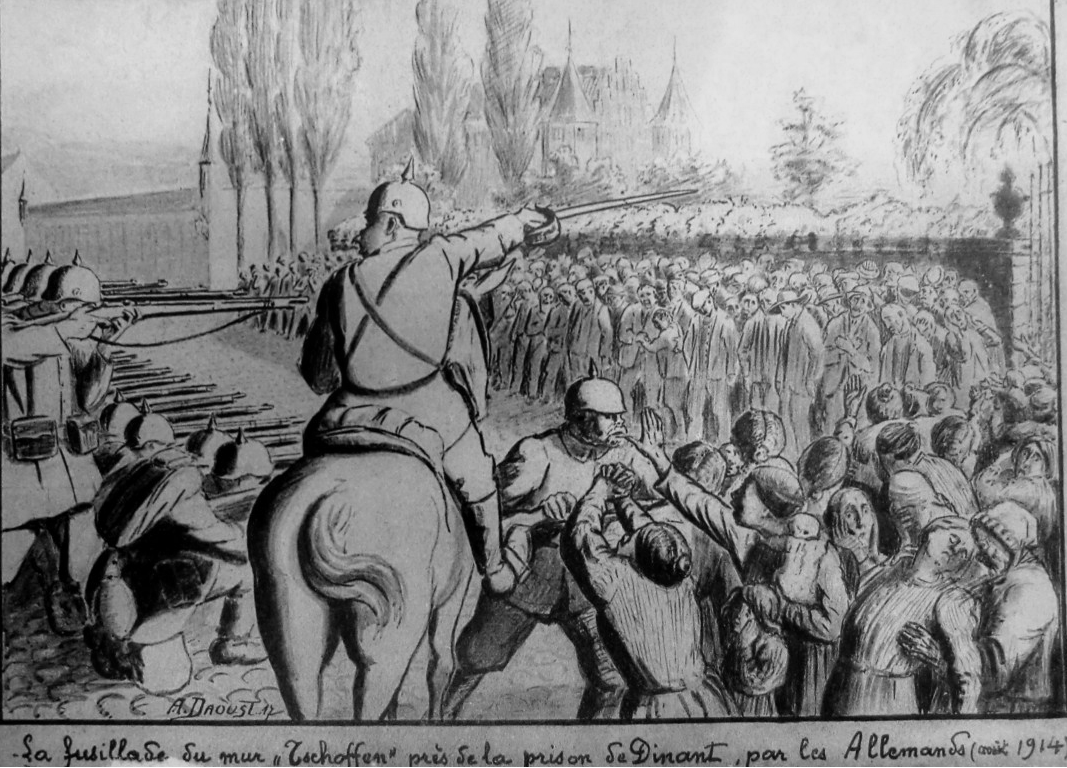
Evocation de la fusillade du mur Tschoffen (à l'arrière plan, la prison) par Alexandre Daoust en 1917.

Les prisonniers sont dirigés vers Marche puis vers la gare de Melreux où ils furent placés par groupes de 40 dans des wagons à bestiaux et envoyés à la prison de Cassel en Allemagne. Leur voyage fut parsemé d'insultes, de coups, de jets de pierres à chaque fois qu'ils croisaient la route d'un contingent de soldats allemands ou même la population locale. Certains perdirent la raison et furent abattus sans autre forme de procès. D'autres ayant échappé à la mort lors des exécutions dinantaises furent déportés bien que grièvement blessés. Certains succombèrent à leurs blessures en prison. Les Allemands interdirent que les membres d'une même famille partagent la même cellule. Leurs conditions de détention étaient déplorables, ils étaient contraints de partager à quatre des cellules individuelles de 9 m2 ne comportant pas même une paillasse. Durant les huit premiers jours, aucune sortie ne leur fut autorisée. Puis le régime passa à une par semaine, puis trois. Maurice Tschoffen témoigne: « Un jour, le directeur de la prison me déclara que les autorités militaires, à Berlin, étaient maintenant convaincues que personne n'avait tiré à Dinant. Je ne sais ce qui lui a permis de faire cette affirmation. On n'avait donc eu aucune raison de nous arrêter; j'ignore celles que l'on put avoir de nous remettre en liberté ». Plus tard, de retour en Belgique: « le général von Longchamps, me parlant des événements de Dinant, me dit textuellement : «Il résulte, d'une enquête que j'ai faite, qu'aucun civil n'a tiré à Dinant. Mais, il y a peut-être eu des Français, déguisés en civils, qui ont tiré. Et puis, dans l'entraînement du combat, on va parfois plus loin qu'il ne faut... » »
En 1917, l'Office du Reich aux Affaires étrangères adresse aux différentes nations un Livre blanc qui tente de démontrer que « les malheureuses troupes allemandes ont été cruellement éprouvées à Dinant par les attaques sauvages et déloyales d'une population fanatique. ». Maurice Tschoffen rétorque par un ouvrage intitulé: « Le sac de Dinant et les légendes du Livre blanc allemand du 10 mai 1915 ». Dix ans plus tard, face à la résurgence de la polémique allemande sur la présence de francs-tireurs à Dinant au travers de l'étude confiée au professeur allemand, Christian Meurer, il co-signe en 1928 avec Dom Norbert Nieuwland: « Le conte de fée des francs-tireurs de Dinant : Réponse au rapport du professeur Meurer de l'Université de Würzburg ». Le professeur Meurer qui avait déjà réagit aux premiers rapports de Maurice Tschoffen lui reproche que ses écrits ne soient qu'un tissu d'insultes à l'encontre de l'Allemagne. Il obtient la réponse suivante:

« [...]Troisième reproche articulé contre mes rapports. « Ils ne renferment que des insultes contre les Allemands », écrivez-vous. Cela n'est pas vrai, Monsieur le Professeur, et vous le savez. Je vous défie de citer une expression injurieuse que vous y auriez lue ; il n'y en a pas ! J'ai rapporté des faits ; je ne les ai pas qualifiés. C'était inutile d'ailleurs, ils se qualifiaient d'eux-mêmes. Au surplus, je suis d'accord avec vous sur le principe : les injures ne sont pas des arguments ; aussi je pense que des expressions telles que : « sales inventions », « cruautés bestiales », « atrocités on ne peut plus repoussantes », relèvent du pamphlet plus que de l'histoire. C'est dans votre travail que je les recueille. Pour terminer cette lettre, je cherche en vain la formule de politesse adéquate à la nature de nos relations. Souffrez donc, Monsieur le Professeur, que je n'en emploie aucune. Maurice Tschoffen, Procureur du Roi à Dinant. »

Maurice Tschoffen meurt huit ans plus tard, à Dinant, le 17 mai 1936. Son fils, Charles, meurt en Angleterre où il était chef de cabinet du ministre de la guerre, en 1943.

## Reconnaissances
- Étoile de service à deux raies ;
- Officier de l'Ordre de Léopold ;
- Officier de l'Ordre royal du Lion ;
- Croix civique de 1re classe ;
- Croix des déportés 1914-1918.

## Publications
- Maurice Tschoffen, « Au Congo, l'organisation sociale et les coutumes judiciaires des noirs », Bulletin de la Société royale belge de géographie, vol. XX, no 244,‎ 1896, p. 373.
- Maurice Tschoffen, Le sac de Dinant et les légendes du Livre blanc allemand du 10 mai 1915, S. A. Futura, 1917, 301 p. (lire en ligne).
- Norbert Nieuwland et Maurice Tschoffen, La légende des francs-tireurs de Dinant. : Réponse au rapport du professeur Meurer de l'Université de Würzburg, Gembloux, Duculot, 1928, 104 p. (lire en ligne).